# Pomacanthus maculosus
El Pomacanthus maculosus es una especie de actinopterigio perciforme pomacántido.
Su nombre más común en inglés es Yellowbar angelfish, o pez ángel de barra amarilla.
Es una especie generalmente común en su rango de distribución, y con poblaciones estables. También es un pez recolectado ocasionalmente para el comercio, tanto el de acuariofilia, como el de los mercados locales de Baréin y Catar, para su consumo humano.

## Morfología
Es un pez ángel típico, con un cuerpo corto y comprimido lateralmente, y una pequeña boca con dientes diminutos. Tiene 12-13 espinas dorsales, 21 radios blandos dorsales, 3 espinas anales y entre 19 y 20 radios blandos anales.
De adulto, la coloración base del cuerpo y las aletas es azul oscuro a negro, con escamas muy prominentes en la frente y la parte superior delantera del cuerpo. Su característica externa más distintiva es la amplia franja amarilla, que desciende estrechándose verticalmente por el centro del cuerpo, hasta casi alcanzar el vientre. Esta librea es muy similar a la de la especie emparentada P. asfur, en la que la mancha distintiva cubre parte de la aleta dorsal, y la aleta caudal es amarillo brillante, en vez de blancuzca o pálida, como en el caso de P. maculosus.
Los especímenes jóvenes, como suele ser habitual en el género, tienen la coloración de la cabeza, cuerpo y aletas negra, y añaden a su librea rayas blancas verticales y curvadas hacia atrás, con otras azules, más estrechas, entre las blancas. Su aleta caudal es transparente. 
Mide hasta 50 centímetros de largo, aunque el tamaño más común de adulto es de 20 cm.
Alcanzan la madurez con un tamaño de 21.6 cm. Se ha reportado una longevidad de 36 años.

## Hábitat y comportamiento
Es una especie bentopelágica, asociada a arrecifes y no migratoria. Ocurre entre 4 y 50 m de profundidad. Normalmente habita áreas ricas en corales, rocosas o bahías limosas protegidas. Se encuentra más frecuentemente en fondos limosos, que en zonas de rico crecimiento coralino.

## Distribución geográfica
Es una especie común, con poblaciones estables. Se distribuye en el océano Índico, siendo especie nativa de Arabia Saudí; Baréin; Egipto; Emiratos Árabes Unidos; Eritrea; Irán; Irak; Israel; Jordania; Líbano; Kenia; Kuwait; Madagascar; Mozambique; Omán; Pakistán; Catar; Seychelles; Somalia; Sudán; Tanzania; Yemen y Yibuti.

## Alimentación
El pez ángel barra amarilla se alimenta de esponjas y tunicados, así como de algas. Tiene un sistema digestivo capaz de digerir esos tejidos. 

## Reproducción
Esta especie es ovípara. Son hermafroditas secuenciales, lo que significa que si un macho muere, una de las hembras del harén se transforma en macho. La fertilización es externa, desovando una vez al año según la estación climática. En el Golfo Arábigo se reportan desoves los meses de septiembre y octubre.
No cuidan a sus alevines.

## Galería de imágenes

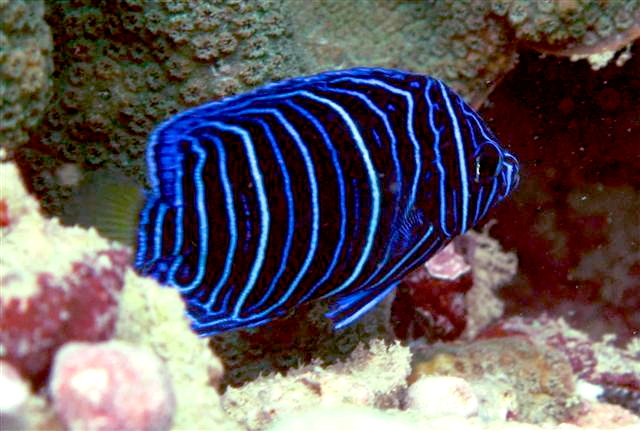
Pomacanthus maculosus juvenil.
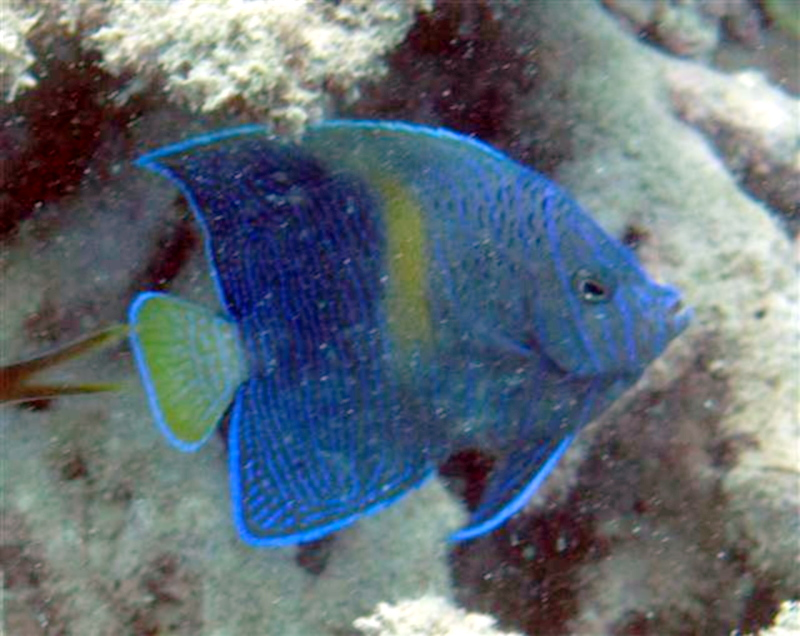
Pomacanthus maculosus subadulto, con la franja amarilla creciendo y las rayas juveniles borrándose.
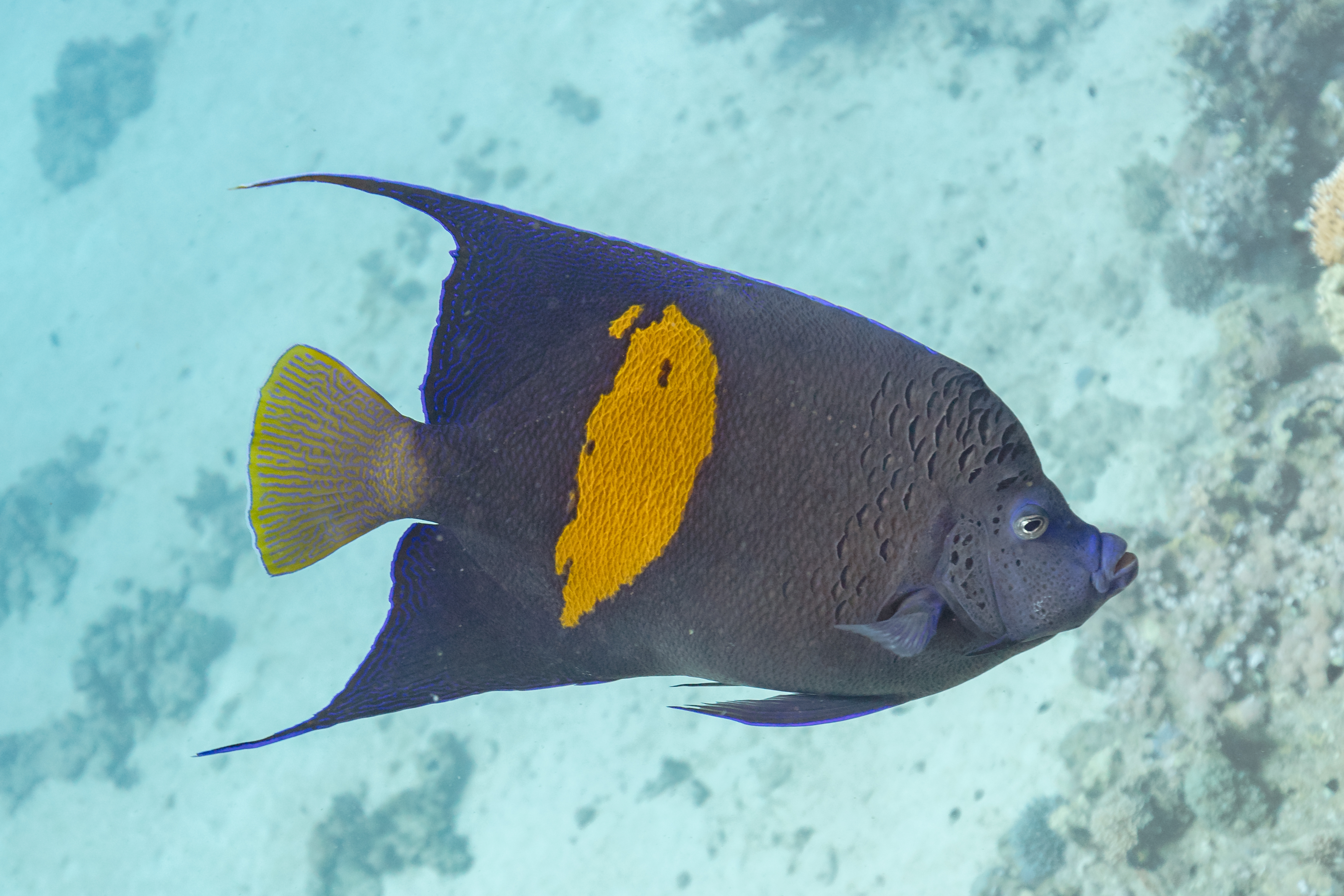
Pomacanthus maculosus adulto.
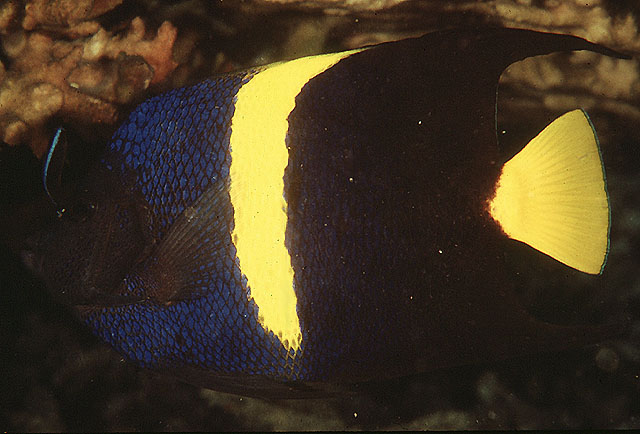
Pomacanthus asfur adulto, la franja distintiva atraviesa la aleta dorsal y la caudal es amarilla.
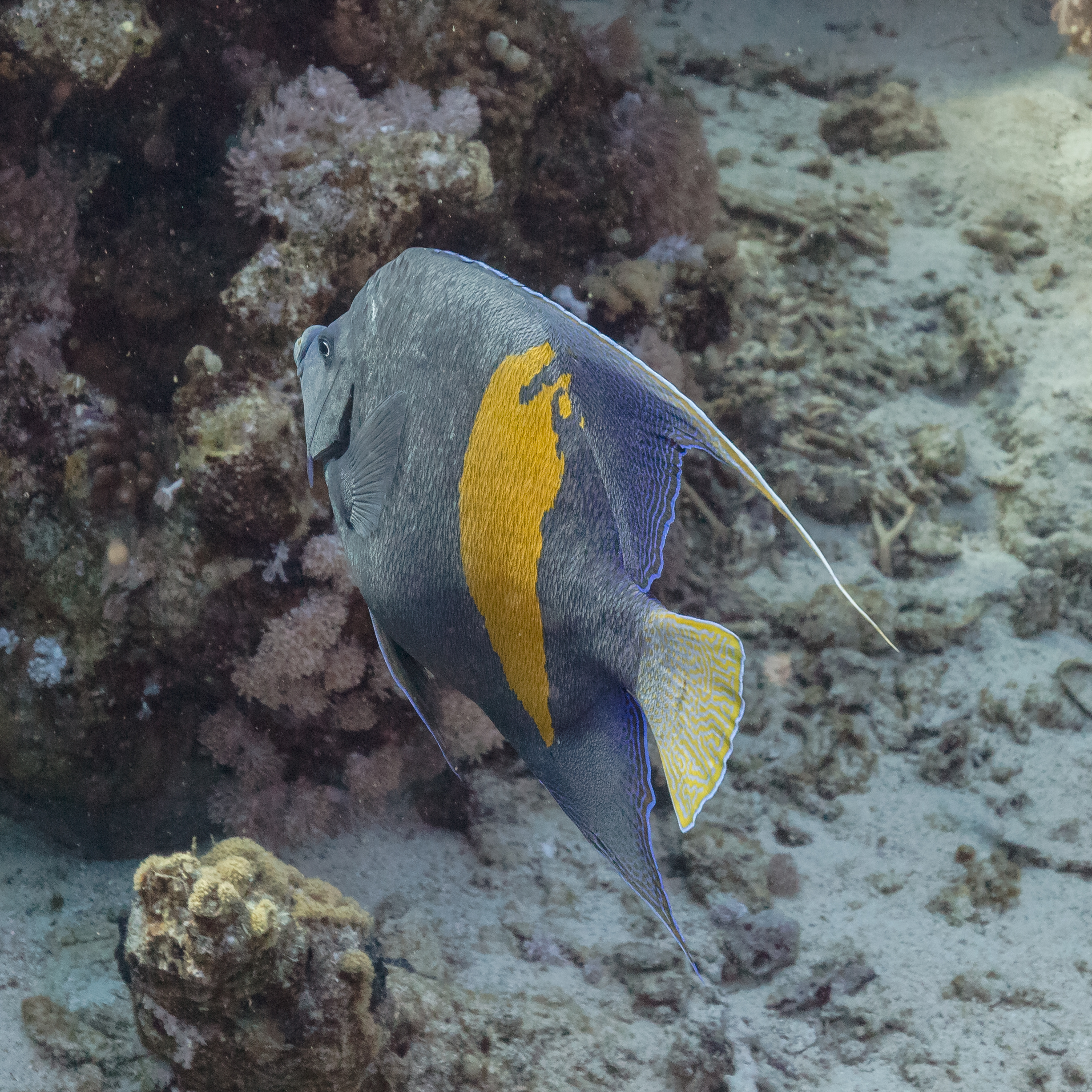
Pomacanthus maculosus del mar Rojo.
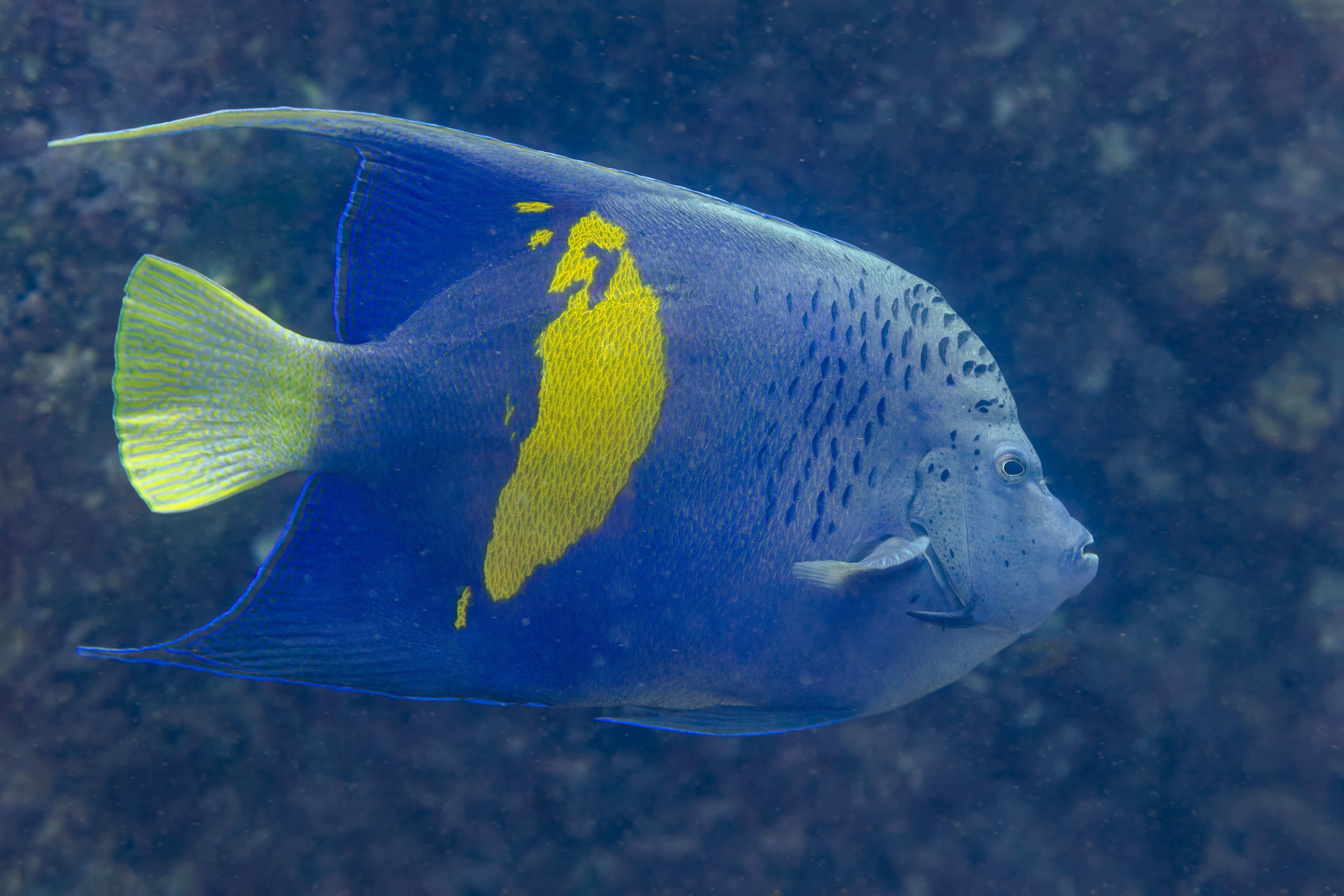
Ejemplar de Omán.